# 31496 Glowacz
31496 Glowacz è un asteroide della fascia principale. Scoperto nel 1999, presenta un'orbita caratterizzata da un semiasse maggiore pari a 2,4799089 UA e da un'eccentricità di 0,0454586, inclinata di 2,20921° rispetto all'eclittica.